# Carole Bouquet
Carole Bouquet (Neuilly-sur-Seine, 18 de agosto de 1957) é uma atriz francesa, lançada ao estrelato em seu filme de estreia Esse Obscuro Objeto do Desejo de Luis Buñuel, em 1977, e consagrada popularmente como a bond girl de 007 Somente Para Seus Olhos, de 1981.

## Biografia

### Infância, formação e começo
Carole Bouquet e sua irmã, cujos pais estão separados, são criadas pelo pai, Robert Bouquet, um austero centralizador. Adulta, ela julgará sua infância não infeliz, mas chata. Ela diz, no entanto, que seu pai, um avaro de fala, ajudou-a a construir: "O olhar de um pai te constrói. Eu acho que as mulheres são protegidas por um pai amoroso ". Ela também diz: "Não aprendi a ser uma mulher, mas aprendi a independência". Ela vai regularmente a Genebra para ver seu tio Marc Bonnant, um advogado de Genebra, e sua tia Marianne.
Como adolescente, ela recebeu uma educação "baseada em mérito e humildade" de irmãs dominicanas. Após breves estudos na Sorbonne, ela decidiu se embarcar em uma carreira de atriz. Desde 1976, ela se inscreveu no Conservatoire d'art dramatique de Paris para estudar três anos. Mas, durante o primeiro ano, ela encontra o diretor Luis Buñuel passando um elenco.

### Carreira
A carreira de Carole Bouquet começou com La Famille Cigale, uma novela de 1977 que mais tarde chamou de "série muito estúpida".
Encantado por sua beleza clássica, foi Luis Buñuel quem a iniciou no cinema em 1977, num clássico do surrealismo, Esse Obscuro Objeto do Desejo, no qual Carole Bouquet interpreta o papel principal de Conchita. Nomeado para o César, o filme se torna um clássico. Em 2005, ela diz: "Foi com Buñuel que minha vida mudou. (...) Ele falou comigo sobre minha vida. Levei um adivinho quando ele era simplesmente um cavalheiro que tinha 77 anos e que leu muito claramente através de uma menina de 18 anos". Seu desempenho é aclamado em ambos os lados do Atlântico, e sua imagem como um "ícone com a beleza congelada" nasce com esta primeira aparição. Ela então partiu para Nova York para aperfeiçoar seu inglês, depois voltou para a França com Buffet froid de Bertrand Blier, com o parceiro Gérard Depardieu.
Em 1981, ela interpretou uma bond girl ao lado de Roger Moore em Rien pour vous yeux (007 Somente Para Seus Olhos), um papel que a tornará conhecida pelo público em geral na França e no exterior.
Em 1984, foi nomeada para o César de melhor atriz em papel de apoio na Rive droite, na margem esquerda de Philippe Labro, sempre com Gérard Depardieu. Ela o encontrou em 1989 em Trop belle pour toi por Bertrand Blier; Seu papel lhe valeu o César de melhor atriz.
Em 1994, ela interpreta seu próprio papel na fadiga de Grosse por Michel Blanc.
Em 1997, ela interpreta uma apaixonada resistente em Lucie Aubrac por Claude Berri, ao lado de Daniel Auteuil.
No teatro, ela tocou em 2002 em Phèdre, dirigida por Jacques Hébert e em 2008 em Bérénice, dirigida por Lambert Wilson.
Na televisão, ela apareceu em 2004 na série Sex and the City no episódio "Uma menina americana em Paris".

### Mestra de cerimônia e jurada
- Em 1995, Carole Bouquet é a mestra de cerimônias do 48º Festival de Cannes.[2][5]
- Em 1999, foi jurada no 4º Festival Internacional de Cinema de Xangai.
- Em 2008, presidiu o júri do 34º Festival de Cinema Americano de Deauville.
- Em maio de 2014, foi membro do júri de longa-metragem no 67º Festival de Cannes,[5] presidido pela cineasta da Nova Zelândia, Jane Campion.

### Outras atividades
Em 1986, Carole Bouquet tornou-se a musa da marca de luxo Chanel, e incorporará até a década de 1990 a imagem do perfume N ° 5 (Chanel Nº 5).
Desde o final da década de 1990, possui uma propriedade na ilha de Pantelleria, fora da Sicília (Wind Island), que ela descobriu graças a Isabella Rossellini. Tem vinhas, produzindo desde 2005 do passito, um vinho doce (e é por isso que é atribuído, e totalmente erroneamente, a origem siciliana). Produz 14 mil garrafas de 50 cl por ano. Foi seu encontro com o viticultor e diretor comercial Claude Boudamani, que foi o fator desencadeante. Ela então conheceu Dott Donato Lanati que vinifica o passito "Sangue d'Oro" com ela.
Carole Bouquet criou  O festival de cinema "Un Réalisateur dans la Ville" em Nîmes, com Gérard Depardieu e Jean-Claude Carrière. Este festival acontece todos os Verões e apresenta durante uma semana cinco filmes de um diretor, o último e seus atores. O festival acontece no exterior dos Jardins de la Fontaine, em Nîmes, no final de julho.

### Compromissos
- Em novembro de 2007, junto com Josiane Balasko, em apoio à Federação para o Direito à Habitação, lançou um apelo à mídia para o governo e conduziu uma longa mediação social para famílias africanas mal alojadas na rue de Banque, em Paris.[6]
- Desde 1985, foi porta-voz da federação La Voix de l'Enfant. Ela entrou em contato com ele após uma exibição do filme La Déchirure, que a perturbou.[7]
- Desde 1998, foi embaixadora da Fundação PlaNet Finance.[8]

### Vida privada
Entre 1978 e 1985, Carole Bouquet foi companheira de Jean-Pierre Rassam (cunhado de Claude Berri), do qual ela tem um filho, o produtor Dimitri Rassam, nascido em 1981. Com o diretor e fotógrafo Francis Giacobetti, ela tem um Outro filho, Louis, nascido em 1987. De 1992 a 1996, foi esposa do pesquisador Jacques Leibowitch, um especialista em AIDS. Em 1996, ela se juntou ao ator Gérard Depardieu; Eles se separam em 2005.
Em maio de 2014, ela apareceu no Festival de Cannes com Philippe Sereys de Rothschild, filho de Philippine de Rothschild e Jacques Sereys, formalizando seu novo relacionamento.
Ela não possui parentesco com o comediante francês Michel Bouquet.

## Filmografia

### Cinema

##### Década de 1970
- 1977 : Cet obscur objet du désir de Luis Buñuel : Conchita (rôle partagé avec Angela Molina)
- 1979 : Buffet froid de Bertrand Blier : La jeune femme
- 1979 : Le Manteau d'astrakan (Il cappotto di Astrakan) de Marco Vicario : Valentine

##### Década de 1980
- 1980 : Blank Generation d'Ulli Lommel : Nada
- 1981 : Le Jour des idiots de Werner Schroeter : Carole
- 1981 : Rien que pour vos yeux (For Your Eyes Only) de John Glen : Melina Havelock
- 1982 : Bingo Bongo de Pasquale Festa Campanile : Laura
- 1983 : Mystère de Carlo Vanzina : Mystère
- 1984 : Le Bon Roi Dagobert de Dino Risi : Héméré
- 1984 : Nemo d'Arnaud Sélignac : Rals-Akrai
- 1984 : Rive droite, rive gauche de Philippe Labro : Babée Senanques
- 1985 : Spécial Police de Michel Vianey : Isabelle Rodin
- 1986 : Double Messieurs de Jean-François Stévenin : Hélène
- 1986 : Le Mal d'aimer de Giorgio Treves : Eléonore
- 1987 : Jenatsch de Daniel Schmid : Lucrezia von Planta
- 1989 : Bunker Palace Hôtel d'Enki Bilal : Clara
- 1989 : Trop belle pour toi de Bertrand Blier : Florence Barthélémy/La voisine de Colette
- 1989 : New York Stories (sketch La Vie sans Zoé) de Francis Ford Coppola : Princesse Soroya

##### Década de 1990
- 1991 : Contre l'oubli sketch de Jean-Loup Hubert
- 1991 : Donne con le gonne, de Francesco Nuti : Margherita
- 1993 : Tango de Patrice Leconte : Femme vedette
- 1994 : D'une femme à l'autre (A Business Affair) de Charlotte Brandström : Kate Swallow
- 1994 : Grosse Fatigue de Michel Blanc : Carole Bouquet
- 1996 : Poussières d'amour de Werner Schroeter : L'interviewée
- 1997 : Lucie Aubrac de Claude Berri : Lucie Aubrac
- 1998 : En plein cœur de Pierre Jolivet : Viviane Farnese
- 1999 : Un pont entre deux rives de Frédéric Auburtin et Gérard Depardieu : Mina

##### Década de 2000
- 2000 : Le Pique-nique de Lulu Kreutz de Didier Martiny : Anna Ghirardi
- 2001 : Wasabi de Gérard Krawczyk : Sofia
- 2002 : Blanche de Bernie Bonvoisin : Anne d'Autriche
- 2002 : Embrassez qui vous voudrez de Michel Blanc : Lulu
- 2003 : Bienvenue chez les Rozes de Francis Palluau : Béatrice
- 2004 : Feux rouges de Cédric Kahn : Hélène
- 2004 : Les Fautes d'orthographe de Jean-Jacques Zilbermann : Geneviève Massu
- 2005 : Travaux, on sait quand ça commence... de Brigitte Roüan : Chantal Letellier
- 2005 : L'Enfer de Danis Tanovic : Marie, la mère
- 2005 : Nordeste de Juan Diego Solanas : Hélène
- 2006 : Aurore de Nils Tavernier : La reine

- 2006 : Un ami parfait de Francis Girod : Anna
- 2007 : Si c'était Lui... d'Anne-Marie Etienne : Hélène
- 2008 : Les Enfants de Timplebach de Nicolas Bary : Mme Drohne
- 2008 : Les Hauts Murs de Christian Faure : La mère de "Fil de fer"
- 2009 : Je vais te manquer d'Amanda Sthers : Julia

##### Década de 2010
- 2010 : Protéger et servir d'Éric Lavaine : Aude Lettelier
- 2010 : Libre échange de Serge Gisquière : Marthe
- 2011 : Impardonnables d'André Téchiné : Judith
- 2012 : Mauvaise Fille de Patrick Mille : Alice
- 2014 : Une heure de tranquillité de Patrice Leconte : Nathalie

### Televisão
- 1977 : La Famille Cigale, feuilleton en six épisodes ; scénario et dialogues de Gérard Sire ; réalisation de Jean Pignol ; avec Jean Martinelli, Marie Déa, René Clermont, Évelyne Ker, Denis Savignat, Claudine Coster, Michel Le Royer, Franck David, Marcel Dalio, Robert Manuel : Béatrice Damien-Lacour
- 1977 : Les Rebelles de Pierre Badel : Nilca
- 1979 : L'Œil de la nuit, épisode Le Vin des Carpathes de Jean-Pierre Richard : Lena
- 1997 : Le Rouge et le Noir de Jean-Daniel Verhaeghe, d'après le roman de Stendhal : Louise de Rénal
- 2000 : Bérénice de Jean-Daniel Verhaeghe : Bérénice
- 2001 : Madame de... de Jean-Daniel Verhaeghe : Madame de
- 2002 : Ruy Blas de Jacques Weber, d'après la pièce de théâtre de Victor Hugo : La Reine
- 2004 : Sex and the City, saison 6, épisode 20 (An American Girl in Paris : Part 2) de Timothy Van Patten : Juliet
- 2011 : Le Grand Restaurant II de Gérard Pullicino : La dominatrice courtisée
- 2014 : Les Hommes de l'ombre (saison 2) de Jean-Marc Brondolo : Élisabeth Marjorie, la Première dame de France
- 2014 : Rosemary’s Baby d'Agnieszka Holland : Margaux Castevet
- 2016 : Les Hommes de l'ombre (saison 3) de Fred Garson : Élisabeth Marjorie, la Première dame de France
- 2017 : La Mante d'Alexandre Laurent : Jeanne Deber

## Teatro
Carole Bouquet photographiée en 1995 par le studio Harcourt.
- 1992 : C'était hier d'Harold Pinter, mise en scène Sami Frey, Théâtre Hébertot
- 2002 : Phèdre de Racine, mise en scène Jacques Weber,Théâtre de Nice, Théâtre Déjazet
- 2008 : Bérénice de Racine, mise en scène Lambert Wilson, Théâtre des Bouffes du Nord
- 2009 : L'Éloignement de Loleh Bellon, mise en scène Bernard Murat, Théâtre Édouard VII
- 2010 : Lettres à Génica, lecture à partir d’extraits d’œuvres d’Antonin Artaud, Théâtre de l'Atelier
- 2014 : Dispersion (Ashes to ashes) d'Harold Pinter, mise en scène Gérard Desarthe, Théâtre de l'Œuvre, Théâtre des Célestins
- 2015 : Home de David Storey, mise en scène Gérard Desarthe, Théâtre de l'Œuvre
- 2016 : Dispersion (Ashes to ashes) d'Harold Pinter, mise en scène Gérard Desarthe, tournée

## Discografia
- 1987 : Feu la cendre, livre audio, avec Jacques Derrida, éditions des femmes, coll. « Bibliothèque des voix».

## Publicações
- Collectif , Jardins d'enfance : Nouvelles (préface de Carole Bouquet), recueil de textes d'une vingtaine d'auteurs, Cherche-Midi Éditeur, 2001, 180 p. ISBN 2862749192, 978-2862749198 [présentation en ligne]

## Distinções

### Prêmios
- 1990 : César de melhor atriz por Trop belle pour toi.

### Indicações
- 1985 : César de melhor atriz de apoio por Rive droite, rive gauche